# Janine Lindemulder
Janine Marie Lindemulder (La Mirada, 14 novembre 1968) è un'ex attrice pornografica e modella statunitense.

## Biografia
Janine Lindemulder nasce a La Mirada, in California, nel 1968. Inizia come modella per la rivista per adulti Penthouse, facendo la sua prima apparizione nel numero di dicembre 1987 e venendo eletta Pet of the Month. Nei dieci anni successivi posa numerose volte per la pubblicazione di Bob Guccione ed è la seconda classificata come Pet of the Year nel 1990.
Durante i suoi primi anni di carriera recita in alcuni film non pornografici. Nel 1988 ottiene il suo primo ruolo nella pellicola italiana Bersaglio sull'autostrada di Marius Mattei, con Ernest Borgnine e Linda Blair, e venendo accreditata come Janine Linde. Nel 1989 partecipa ad altri due film di scarso successo quali Lauderdale e Caged Fury, di Bill Milling. Le sue apparizioni su Penthouse le permettono di ottenere un ruolo, assieme a diverse altre modelle, nel video Penthouse Satin & Lace, prodotto dalla stessa rivista. La pellicola apre le porte al suo definitivo debutto nel cinema pornografico.
Janine fa il suo esordio in un film per adulti con Hidden Obsessions di Andrew Blake nel 1992. Gira altri due film prima di essere messa sotto contratto dalla Vivid Entertainment. Come da accordo con la compagnia e con il suo marito di allora, recita esclusivamente scene lesbiche. La prima pellicola girata per la sua nuova casa di produzione è Parlor Games. Durante la sua permanenza alla Vivid, Janine non si limita a recitare ma si presta anche ad altre forme di intrattenimento. Assieme alla collega Julia Ann forma infatti un duo di danzatrici erotiche noto come Blondage. Il duo realizza numerosi spettacoli dal vivo e appare in diversi video realizzati dalla Vivid. Nel 1994 ha diretto l'edizione annuale degli AVN Awards insieme a Randy West e Summer Knight e nel 1996 con Julia Ann.
Nel 1997 ottiene una parte nel film di Betty Thomas Private Parts, basato sull'omonima autobiografia di Howard Stern. Partecipa anche agli show televisivi e radiofonici di Stern come ospite. Nel 1999 figura come modella di copertina sull'album Enema of the State, del gruppo pop punk statunitense Blink-182, e nel videoclip della canzone What's My Age Again? nelle vesti di un'infermiera. Compare anche in numerosi altri video musicali. Nello stesso anno Janine annuncia il proprio ritiro dall'industria del cinema pornografico per intraprendere la carriera di maestra d'asilo e concentrarsi anche sulla crescita dei propri figli.
Il ritiro dura fino all'aprile del 2004, quando annuncia il suo ritorno sulle scene, questa volta lavorando sul set sia con uomini che con donne. Firma un contratto con la sua vecchia compagnia, la Vivid, e gira 8 nuovi film. Il suo debutto in una pellicola eterosessuale avviene in Maneater, con Nick Manning. Alla scadenza del contratto con la Vivid, Janine firma per la rivale Digital Playground. Nel gennaio 2006 vince due AVN Award e nell'aprile 2007 esce Janine Loves Jenna, film girato nel 2004 in cui la Lindemulder recita al fianco della pornostar Jenna Jameson. Nel 2017 è apparsa nel documentario After Porn Ends 2.

## Riconoscimenti
- AVN Awards
  - 1994 – Best All-Girl Sex Scene (film) per Hidden Obsessions con Julia Ann[6]
  - 1997 – Best Tease Performance per Extreme Close-Up[7]
  - 2000 – Best All-Girl Sex Scene (film) per Seven Deadly Sins con Julia Ann[8]
  - 2000 – Best Supporting Actress (film) per Seven Deadly Sins[9]
  - 2002 – Hall of Fame
  - 2006 – Best All-Girl Sex Scene (video) per Pirates con Jesse Jane[10]
  - 2006 – Best Actress (video) per Pirates[11]
  - 2007 – Best Sex Scene Coupling (film) per Emperor con Manuel Ferrara[12]
- XRCO Award
  - 1994 – Best Girl-Girl Scene per Hidden Obsessions con Julia Ann[13]
  - 2007 – MILF of the Year[14]
  - 2007 – Hall of Fame[15]

## Filmografia

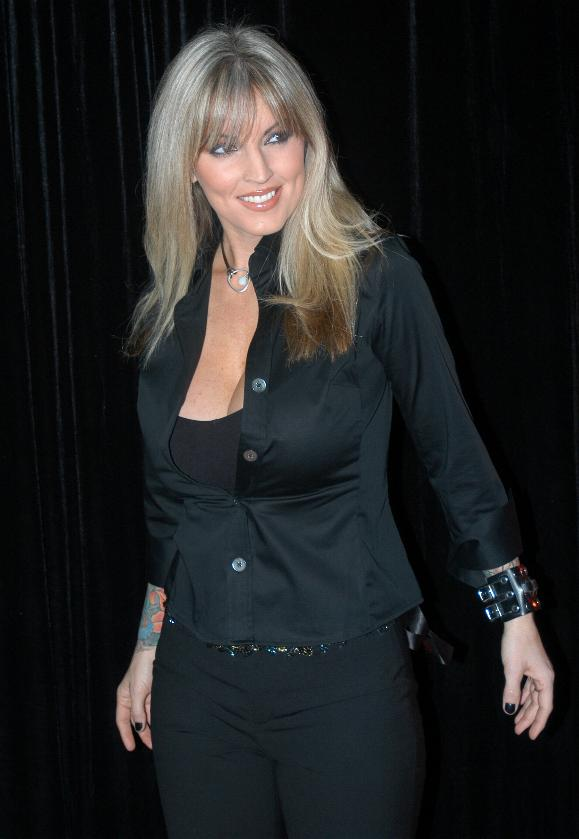
Janine Lindemulder nel 2005

- Bersaglio sull'autostrada, regia di Marius Mattei (1988)
- Lauderdale, regia di Bill Milling (1989)
- Caged Fury, regia di Bill Milling (1989)
- Hidden Obsessions (1992)
- Adult Video News Awards 1993 (1993)
- Blonde Justice 1 (1993)
- Blonde Justice 2 (1993)
- Coven (1993)
- Coven 2 (1993)
- Parlor Games (1993)
- Positively Pagan 6 (1993)
- Screamin' Mimi (1993)
- Adult Video News Awards 1994 (1994)
- American Blonde (1994)
- Bad Girls 1: Lockdown (1994)
- Blondage (1994)
- Blonde Justice 3 (1994)
- Channel Blonde (1994)
- Oral Obsession 1 (1994)
- Suite 18 (1994)
- Vagablonde (1994)
- Adult Video News Awards 1995 (1995)
- Extreme Sex 3: Wired (1995)
- Layover (1995)
- Naked Truth (1995)
- Player (1995)
- Tight Shots 2 (1995)
- Where the Boys Aren't 6 (1995)
- Where the Boys Aren't 7 (1995)
- Adult Video News Awards 1996 (1996)
- Bobby Sox (1996)
- Body Language (1996)
- Comix (1996)
- Head Shots (1996)
- Janine: Extreme Close Up (1996)
- Lethal Affairs (1996)
- Once In A Lifetime (1996)
- Triple X 12 (1996)
- Vivid's Bloopers And Boners (1996)
- Broken Promises (1997)
- Dirty Bob's Xcellent Adventures 35 (1997)
- Girl Next Door (1997)
- Head to Head (1997)
- Jenteal: Extreme Close Up 2 (1997)
- Stardust 10 (1997)
- Temporary Positions (1997)
- Trashy (II) (1997)
- Where the Boys Aren't 8 (1997)
- Where the Boys Aren't 9 (1997)
- Private Parts, regia di Betty Thomas (1997)
- Blondage: Extreme Close Up 4 (1998)
- Head Over Heels (1998)
- Janine and Vince: Hawaiian Adventure (1998)
- Laptop (1998)
- Spies And Lovers (1998)
- Where the Boys Aren't 10 (1998)
- Where the Boys Aren't 11 (1998)
- Xtreme Janine (1998)
- Amnesiac (1999)
- Babylon (1999)
- Blondage 3 (1999)
- Dreamwagon: Inside The Adult Film Industry (1999)
- Girlfriend (1999)
- Kink (1999)
- Pipe Dreams (1999)
- Secretary (1999)
- Seven Deadly Sins (1999)
- Speedway (1999)
- Best of the Vivid Girls 30 (2000)
- Bushel and a Peck (2000)
- Cult (2000)
- King of the Load (2000)
- Las Vegas Revue 2000 (2000)
- Pink Janine (2000)
- Ruby's All Night Diner (2000)
- Where the Boys Aren't 12 (2000)
- Where the Boys Aren't 13 (2000)
- Work Out (2000)
- Workin' Overtime (2000)
- Deep Inside Jenna Jameson (2001)
- Deep Inside Lexus (2001)
- Deep Inside Racquel Darrian (2001)
- Eager Beavers (2001)
- Jenna: Extreme Close Up (2001)
- Lexus: Up Close and Personal (2001)
- Nice Neighbors (2001)
- Nikki Dial: Extreme Close Up (2001)
- Sleeping Booty (2001)
- Vajenna (2001)
- 3 Into Janine (2002)
- Cheyenne Silver Uncensored (2002)
- Debi Diamond: Up Close and Personal (2002)
- Deep Inside Debi Diamond (2002)
- Deep Inside Sydnee Steele (2002)
- Fluffy Cumsalot, Porn Star (2002)
- Free Janine (2002)
- Girls Only: Janine (2002)
- Girls Only: Strapped On (2002)
- Jenna Jameson Revealed (2002)
- Jenna Jameson Untamed (2002)
- More Stroke Of Genius (2002)
- Ultimate Janine (2002)
- Virtual Sex with Janine (2002)
- Young Jenna (2002)
- Young Julia Ann (2002)
- And The Winner Is... Janine (2003)
- Dawn of the Debutantes 6 (2003)
- Eager Beavers (2003)
- Eye Spy: Janine (2003)
- Fire in the Hole (2003)
- Janine Uncensored (2003)
- Nasty As I Wanna Be: Janine (2003)
- Under Contract: Janine (2003)
- 5 Star Chasey (2004)
- 5 Star Janine (2004)
- Feel the Heat (2004)
- Haulin' Ass (2004)
- Heeeeere's Janine (2004)
- Maneater (2004)
- Real Janine (2004)
- Real Nikki Tyler, The (2004)
- Vivid Girl: Janine (2004)
- Vivid Superstars: Janine (2004)
- Wicked Divas: Julia Ann (2004)
- Adult Video News Awards 2005 (2005)
- Editor's Choice: Janine (2005)
- Eye Spy: Kira Kener (2005)
- Incredible Janine (2005)
- Janine's Been Blackmaled (2005)
- Janine's Got Male (2005)
- Janine's Pussy Bing (2005)
- Mrs. Behavin' (2005)
- Pirates (2005)
- Spending The Night With Janine (2005)
- Villa (2005)
- Vivid Girl Confidential: Janine (2005)
- Way of the Dragon (2005)
- Wild in Vegas (2005)
- Emperor (2006)
- Janine Loves Jenna (2006)
- What Happens In Janine Stays In Janine (2006)
- Grandma Goes Lesbo 2 (2007)
- Pipe Dreams (II) (2007)
- Heart Breaker (2008)
- Star 69: Strap Ons (2008)
- Tattoo'd And Taboo'd (2009)
- Debi Diamond: The Nasty Years (2010)
- Gia: Portrait of a Pornstar (2010)
- Hot And Mean 1 (2010)
- Janine and Jessica's Dirty Desires (2010)
- Pornstars Like It Big 9 (2010)
- Lesbian Spotlight: Jessica Jaymes (2011)
- Taboo Tramps (2011)